# Ратлук
Ратлук или рахат-локум је врста слатког десерта, пихтијасте масе од пиринчаног брашна или скробног брашна са додатком шећера у праху.
Ратлук је омиљена посластица у арапским земљама, као и у Турској, Бугарској, Србији, Босни и Херцеговини, Северној Македонији, Грчкој и Кипру. У Грчкој и на Кипру се прави посебне врсте локума — кипарски локум.
За добијање посебних врста ратлука додају се: павлака, разни сокови, сируп од ружиног цвета, прелив од чоколаде, сок од лимуна., комадићи бадема, комадићи ораха, комадићи лешника ...
Реч ратлук (рахат-локум) потиче од турских речи , које су вероватно адаптација арапске синтагме раха(т) ал - холкум (راحه الحلقوم), која значи „задовољство за грло”.

## У свету

### Грчка
У Грчкој и на Кипру се праве loukumi (λουκούμι), посебна врста ратлука, веома популарна још од 19. века, служи се уз турску кафу.

### Кипар
Кипар је заштитио ратлук као свој производ под именом кипарски локум.